# Cocher
Pour les articles homonymes, voir Cocher (homonymie).
Le cocher est le conducteur, assis sur un siège, d'une voiture hippomobile.

## Histoire
Le nom vient du coche, voiture originaire de la ville hongroise de Kotschi, qui fut pendant plusieurs siècles le principal mode de transport terrestre. Mais la fonction de cocher existe bien évidemment depuis les origines de la traction hippomobile. Dans l'Antiquité gréco-romaine, l'aurige menait un char dans des compétitions de vitesse.
Le cocher exerce une activité rémunérée pour le compte d'un employeur, ou pour son propre compte. Il conduit à partir de la voiture, assis sur un siège généralement placé à l'avant de la voiture, mais qui peut aussi être situé à l'arrière, comme sur le cab britannique.
Certains types de voitures ne sont pas conduits par des cochers, mais par des postillons. C'est le cas des chaises de poste, voitures légères et rapides destinées au service du courrier, qui ne peuvent prendre qu'un ou deux passagers. Dans ce cas, le postillon monte un des chevaux de l'attelage (attelage en poste). D'autres voitures plus importantes, comme les diligences, nécessitaient à la fois la présence d'un cocher et d'un postillon (attelage en demi-poste).
À partir du XVIIIe siècle et sous l'influence anglaise, des voitures légères sont conduites par leurs propriétaires eux-mêmes, et ne nécessitent donc plus de cochers et, par conséquent, de sièges pour les cochers (voir cabriolet). Parfois, comme dans la victoria, le siège du cocher est amovible, selon que la voiture est conduite par un cocher, ou par le ou la propriétaire depuis le siège principal. Dans ce cas la personne qui conduit l'attelage s'appelle le meneur.
Le cocher était un personnage important, surtout à l'époque des grandes diligences qui assuraient des services réguliers entre les grandes villes. C'est lui qui détenait toute autorité sur l'organisation du voyage, qui réglait la marche, qui faisait descendre les voyageurs dans les montées ou les passages délicats. Il avait la prééminence sur les postillons. Toutefois, dans certains cas, une personne pouvait assumer ces diverses autorités : on l'appelait le conducteur, mais il ne jouait pas le rôle du cocher et ne menait pas la voiture.
En 1907, Eugénie Charnier et Clémentine Dufaut deviennent les deux premières cochères à Paris après avoir passé la formation de trois mois et l'examen de cocher de fiacre (la première course de Madame Dufaut est le 21 février 1907). L'école, gratuite, est fondée par l'Assistance aux animaux, une branche dissidente de la Société Protectrice des Animaux,,.

## Plaques de cocher

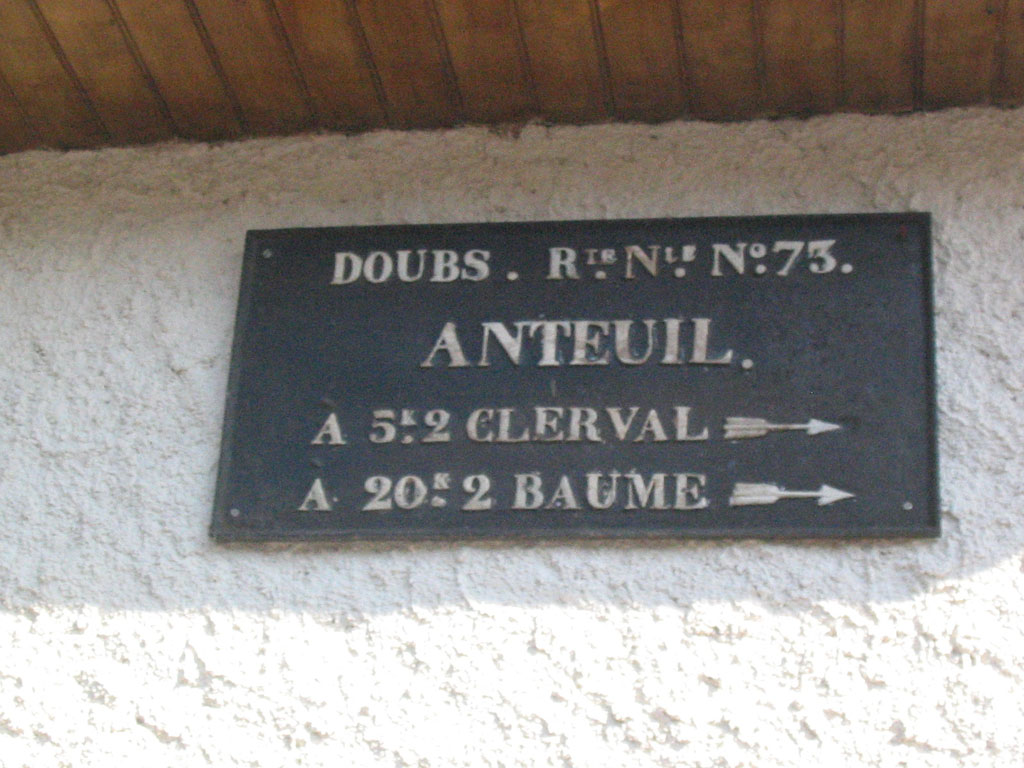
Plaque de cocher à Anteuil (Doubs)

Créées en 1835 en France, jusqu'à la Première Guerre mondiale, on appelait plaques de cocher les plaques indicatrices en fonte placée au bord des routes pour indiquer les directions et les distances. Les textes et chiffres, en relief, étaient peints en blanc. Les plaques de cocher étaient souvent disposées sur des obélisques ou des croix aux carrefours, selon une loi du XVIIIe siècle qui stipulait que des indications devaient figurer à tous les carrefours. Beaucoup de croix et d'obélisques ayant été détruits à la Révolution, on les plaça sur des mâts métalliques.

### Bibliographie

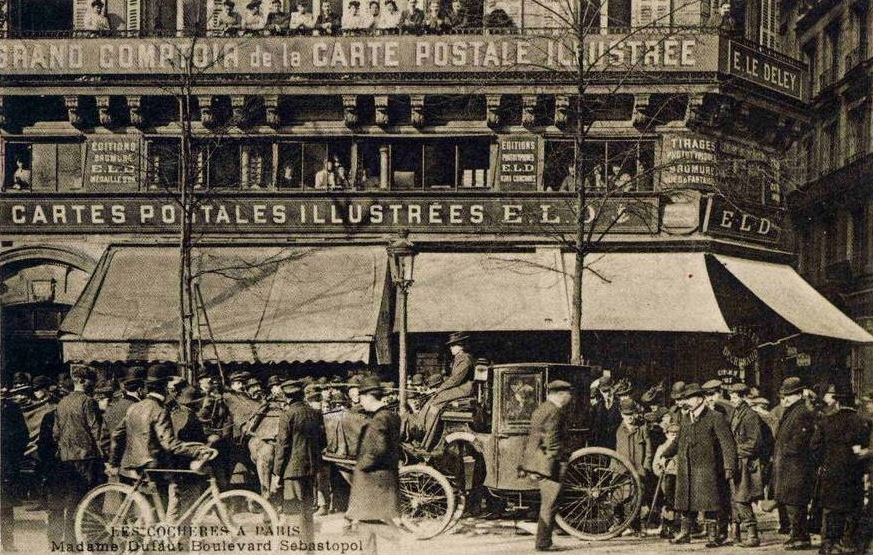
Madame Dufaut cochère à Paris

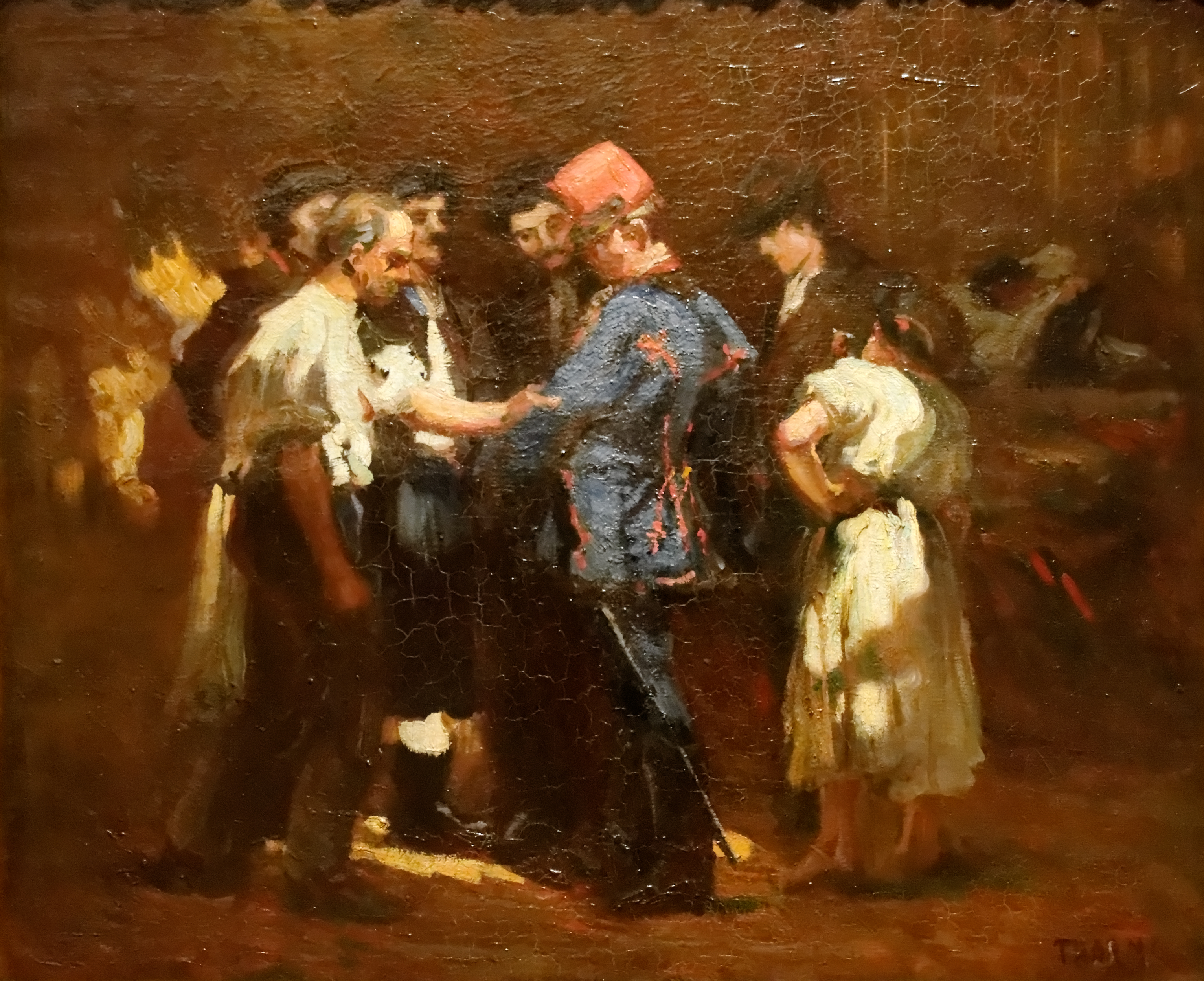
Parmi les cochers, János Thorma (1902)

#### Manuels
- [André 1864] Jean André, Manuel du cocher, ou méthode pour savoir choisir, soigner et conduire les chevaux et les voitures : contenant la manière d'éviter les accidents, savoir arrêter les chevaux qui s'emportent à la voiture et à la selle, Paris, impr. Castel, 1864, 54 p..
- [André 1864] Jean André, Méthode pour conduire les chevaux de carrosse, instructions pour éviter les accidents et arrêter les chevaux emportés, Paris, impr. Castel, 1864.
- [Chesnaye-Desbois 1744] François Alexandre Aubert de la Chesnaye-Desbois, Le Parfait cocher, ou l'art d'entretenir, & de conduire un équipage en ville et en campagne. Avec une instruction aux cochers sur les chevaux de carrosse, et une connaissance abrégée des principales maladies, auxquelles les chevaux sont sujets (dédié à Monsieur de la Guérinière, Écuyer du Roi), Paris, (libr.) F.G. Mérigot, 1744 (réimpr. 1777, Liège, impr.-libr. F. J. Desoer), 1re éd., 315 p., sur gallica (présentation en ligne, lire en ligne).
- [Court 1886] Émile Court, Nouveau manuel du cocher : contenant une étude sur les principales races de chevaux, des notions d'hygiène, de dressage et de médecine vétérinaire usuelle, etc, Paris, libr. militaire L. Baudoin & Cie, 1886, 4 pl. + 290, sur gallica (lire en ligne).
- [Legendre 1878] Legendre, Indicateur-guide contenant tous les renseignements utiles aux cochers de voitures de place et de remise, Paris, Legendre (relieur), 1878, 8e éd. (1re éd. 1864, 35 p.), 72 p., sur gallica (lire en ligne).
- [Louet 1878] Eugène Louet, Nouveau manuel des cochers, contenant : 1° des instructions sur leurs obligations et leurs droits ; 2° un résumé des ordonnances de police, Paris, libr. N. Bonnefond, 1878, 71 p., sur gallica (lire en ligne).
- [Montigny 1880] comte Louis-Edme de Montigny, Manuel des piqueurs, cochers, grooms et palefreniers à l'usage des écoles de dressage et d'équitation de France, Paris, libr. militaire J. Dumaine, 1880, 5e éd., 565 p., sur gallica (lire en ligne).
- [Reuß 1890] (de) Heinrich XXVIII, prinz Reuß zu Köstritz, Der korrekte Kutscher. Handbuch für Equipagenbesitzer und deren Kutscher, Berlin, éd. Paul Parey, 1890, 1re éd., 82 p. (ISBN 3966820080 et 978-3966820080).

#### Essais
- [Jobé 1993] Joseph Jobé, Au temps des cochers : histoire illustrée du voyage en voiture attelée du XVe au XXe siècle, Lausanne, Edita-Lazarus, 1976, 211 p. (ISBN 2-88001-019-5). .
- [Papayanis 1993] (en) Nicholas Papayanis, The coachmen of nineteenth-century Paris : service workers and class consciousness, Baton Rouge / Londres, Louisiana State university press, 1993, XVI-247 p. (ISBN 0-8071-1814-1).
- [Rennes 2016] Juliette Rennes, « Cochères parisiennes, le risque en spectacle », Travail, genre et sociétés, no 36,‎ février 2016, p. 37-59 (lire en ligne [sur cairn.info], consulté en février 2022). .

#### Œuvres de fiction
- Anne Claude Philippe de Pestels de Lévis de Tubières-Grimoard, comte de Caylus, (préface de Pierre Testud), Histoire de Guillaume, cocher, Zulma, Cadeilhan, 2003, 198 p.  (ISBN 2-84304-241-0)
- Noël Lebreton de Hauteroche, Le Cocher. Comédie, Paris, Th. Guillain, 1685, 88 p. (pièce en un acte)
- Selma Lagerlöf, Le cocher (trad. du suédois par Marc de Gouvenain et Lena Grumbach), Arles, Actes Sud / Montréal, Léméac, 2002 (1re éd. 1912), 150 p.  (ISBN 2-7427-4152-6)
- Michel Ragon, Le cocher du Boiroux, Paris, Albin Michel, 1992, 212 p.  (ISBN 2-226-05906-7)
- Peter Weiss, L'ombre du corps du cocher (traduit de l'allemand par Alban Lefranc), Paris, éd. Perturbations, 2008, 118 p.  (ISBN 978-2-917795-00-2)

#### Périodiques
- Le Cocher, publié trois fois par mois à Paris à partir de 1864
- Le Cocher français, hebdomadaire publié à partir de 1869 à Paris
- Almanach-guide pratique du cocher et du propriétaire de chevaux pour..., annuel publié à Paris à partir de 1887
- Le Réveil du cocher, mensuel publié en 1911-1912 par le Syndicat mixte des cochers de Lyon et le Syndicat général des cochers de voitures de place et de grandes remises de Lyon